# Sébastien Bailly (réalisateur)
Pour les articles homonymes, voir Sébastien Bailly et Bailly.
Sébastien Bailly, né le 28 janvier 1976 à Brive-la-Gaillarde, est un réalisateur, scénariste et directeur de festival français.

## Filmographie

### Réalisateur et scénariste
- 1998 : La Fille du hasard
- 2000 : Si les étoiles exaucent nos vœux
- 2005 : Villa Corpus
- 2011 : Douce
- 2013 : Où je mets ma pudeur
- 2015 : Une histoire de France
- 2018 : Féminin plurielles
- 2023 : Comme une actrice

## Distinctions
- 2015 : Nomination au César du meilleur court métrage pour Où je mets ma pudeur[1].

## Directeur de festival
Il a créé et dirigé le Festival du cinéma de Brive de 2004 à 2014.